# Андреевка (Гавриловский сельсовет)
Андреевка — деревня в Ржаксинском районе Тамбовской области России. 
Входит в Гавриловский сельсовет.

## География
Расположена на реке Савала, в 2 км к западу от райцентра, пгт Ржакса, и в 68 км к юго-востоку от Тамбова.

## Население
| 2002 | 2010 |
| ---- | ---- |
| 209  | ↘197 |

Согласно результатам переписи 2002 года, в национальной структуре населения русские составляли 90 % от жителей.